# Philemon S'papen
Karel Lodewijk S'papen, de son nom religieux Philemon (Anvers, 20 septembre 1863 - Bierbeek, 24 décembre 1945) fut le sixième supérieur général des Frères de la charité de Gand.

## Biographie
S'papen était le fils de Jozef S'papen, patron d'entrepôt au port d'Anvers et de Hendrika Laurent. Il poursuivit l'école primaire auprès des Frères de la charité. À partir de quatorze ans il débuta les études d'instituteur dans le juvénat de la Congrégation à Gand. À l'âge de dix-sept ans il donna sa première leçon. 
Il entra chez les Frères de la charité en septembre 1880 et prononça ses vœux perpétuels le 24 septembre 1883.
Il s'acquitta de la tâche d'instituteur, successivement à Mol, Manage, Bruges, Ostende, Gand et Saint-Trond. En 1897 il devint inspecteur des écoles des Frères de la charité. Il s'acquit une réputation de sévérité. En 1900 il fut élu conseiller général et nommé responsable pour tous les aspects matériels concernant l'enseignement.
En 1905 il devint provincial pour la province nord-américaine Sainte-Anne. Il demeura dans cette fonction pendant sept ans, développa la congrégation et améliora l'enseignement. De retour à Gand en 1912 il fut nommé assistant du supérieur général Amédée Stockmans et reprit en outre ses activités d'inspecteur d'enseignement. En 1920 il retourna à Montréal afin d'y remplacer le frère provincial qui venait de mourir inopinément. À son retour en Europe il déchargea de plus en plus le supérieur général de ses activités. Dès lors, lorsqu’au mois de décembre 1922 il fut élu supérieur général, il connaissait sans doute le mieux la vie interne de la Congrégation.

## Supérieur général
Suivant l'exemple du supérieur Amédée, Philemon porta beaucoup d'attention à la vie religieuse de ses frères. En même temps il leur assura un meilleur confort et s'efforça de maintenir le niveau de recrutement. La formation des frères recevait toute son attention, tout comme la modernisation de l'infrastructure. Il poursuivit également le développement des activités missionnaires.
La Deuxième Guerre mondiale fut, tout comme la Première, source de nombreux ennuis et difficultés. La guerre à peine terminée, Philémon S'papen mourut, à la veille de Noël.
Sous son supériorat le nombre de membres de la congrégation avait augmenté d'un tiers, tandis que les activités avaient pratiquement doublé (10 nouvelles maisons en Belgique et 25 dans d'autres pays).

## Littérature
- Koenraad REIHGELT, Generaal Fileman S'papen, dans: Helpende Handen.
- René STOCKMAN, Liefde in actie, Louvain, 2007